# Le Parc (cinéma)
 (janvier 2020).
Si vous disposez d'ouvrages ou d'articles de référence ou si vous connaissez des sites web de qualité traitant du thème abordé ici, merci de compléter l'article en donnant les références utiles à sa vérifiabilité et en les liant à la section « Notes et références ».
Le Parc est une salle de cinéma située en banlieue de Liège dans le quartier de Droixhe, intégrée à un complexe d'appartements et petits commerces construit en 1959 par l'entrepreneur Moury. Son grand écran incurvé pour le Cinemascope et son rideau rouge mis en valeur par une rampe lumineuse en feront une des salles les plus prestigieuses de la ville. Sa capacité est d'environ 500 places.
Au début, sa programmation consiste en la programmation courante d'une salle de quartier. Le Parc deviendra ensuite la principale salle d'art et essai de Liège sous la houlette de Pierre Fouillen qui en assure la programmation de 1972 à 1979 pour le compte de Moury.
L'ASBL les Grignoux en reprend la gestion le 1er janvier 1982 et procède à la modernisation de la salle au cours des années 1980 : remplacement des fauteuils pour une nouvelle capacité réduite à 424 places, lecture du son Dolby Stereo SR et installation d'un système de sonorisation Meyer Sound.
Il a depuis lors été converti au cinéma numérique avec un nouvel écran, plat et plus petit que le précédent.
Il fait partie du réseau Europa Cinemas.